# 사천여자중학교
사천여자중학교(泗川女子中學校)는 대한민국 경상남도 사천시 정동면 화암리에 있는 공립 중학교이다.

## 학교 연혁
- 1956년 2월 21일 : 동성중학교 설립 인가(6학급 360명)
- 1956년 4월 7일 : 개교(신입생 120명 입학)
- 1963년 12월 13일 : 사천여자중학교 교명 변경 인가
- 2004년 3월 1일 : 공립전환 및 학칙 변경 인가(14학급)
- 2005년 11월 18일 : 신축교사로 이전
- 2022년 9월 1일 : 제19대 최연경 교장 부임
- 2023년 2월 10일 : 제68회 졸업식(졸업생 209명, 졸업생 누계 14,226명)
- 2023년 3월 2일 : 제68회 입학식(입학생 223명)

## 참고 자료
- 사천여자중학교 - 한국교육학술정보원 학교알리미